# Cỏ đậu

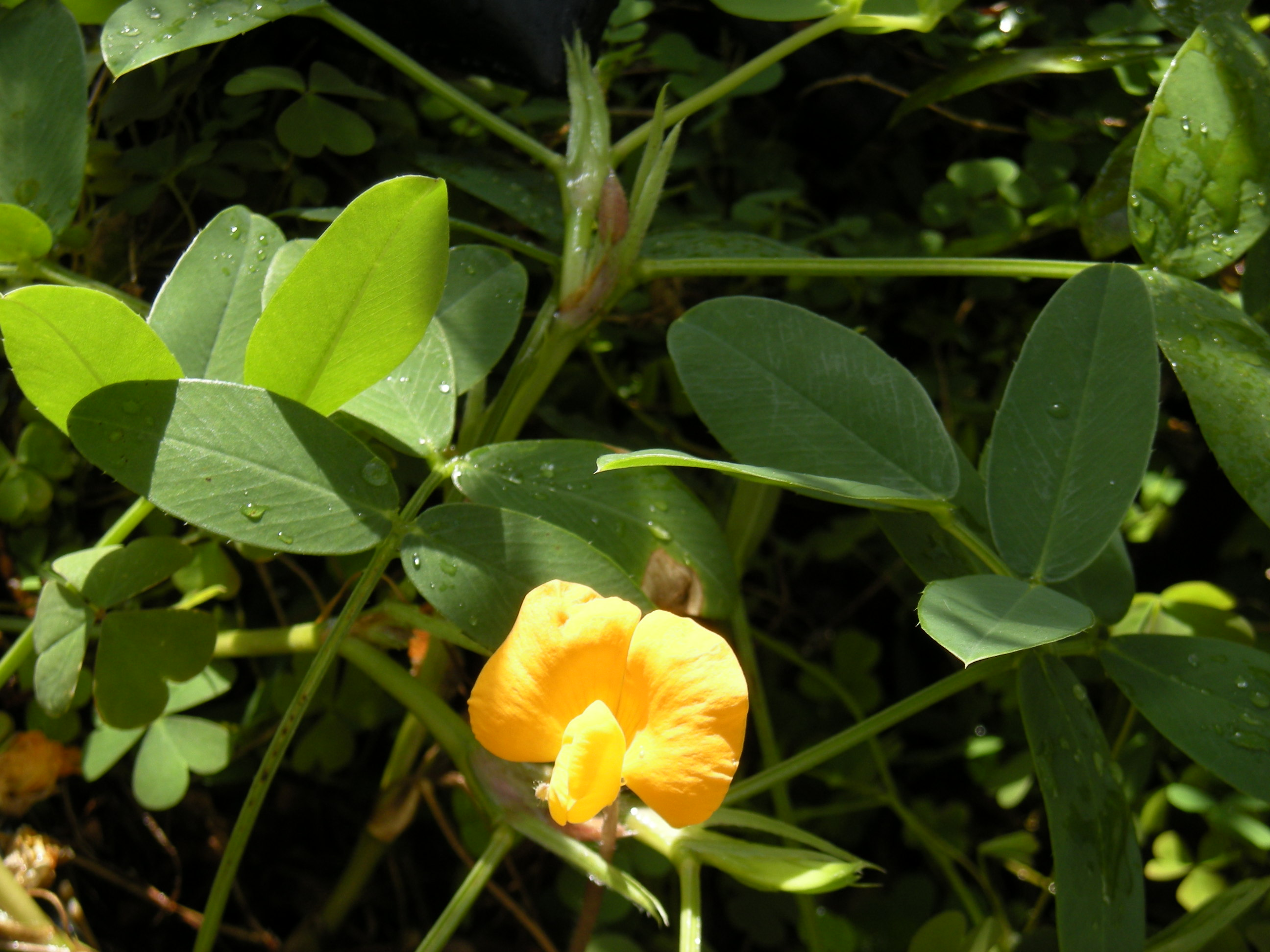
Lá và hoa của Arachis pintoi

Cỏ đậu, còn được gọi là cỏ đậu phộng, đậu phộng kiểng, cỏ hoàng lạc, lạc dại, đậu phộng dại (danh pháp hai phần: Arachis pintoi) là một loài cây trong họ Đậu, là loài bản địa của Cerrado, Brasil. Tên khoa học của cây được đặt theo tên của nhà thực vật học người Brazil Geraldo Pinto. Ông là người đầu tiên thu thập cây từ vùng Boca do Córrego, Belmonte, Bahia vào năm 1954 và nhận thấy tiềm năng sử dụng làm thức ăn gia súc của nó. Loài này được mô tả lần đầu tiên bởi A. Krapovickas và W. Gregory vào năm 1994. Cây cho hoa màu vàng đẹp, rực rỡ, cây lâu năm, dễ trồng dễ chăm sóc.

## Đặc điểm hình thái
Cây nhỏ, mọc từ củ, bò sát đất, từ thân mọc ra nhiều cành nhỏ, mỗi cành nhỏ gồm 4 lá mọc song song. Lá có hình bầu dục tròn trĩnh thuôn dần ở cuống, lá dài khoảng 3 cm, và rộng khoảng 2 cm. Hoa màu vàng rực rỡ, có kích thước khoảng 10–15 mm, mọc trên cuống dài khoảng 4–6 cm.

## Đặc điểm sinh lý, sinh thái
Trồng chỗ có nắng nhiều, tưới nước đủ, cỏ đậu thích hợp với đất cát pha hơn là đất phù sa. Khi trồng có thể cắt thành từng đoạn 15 cm để trồng, trồng góc nghiêng sao cho nửa thân cây (7 cm) là được.

## Công dụng
Ngoài được sử dụng làm thức ăn gia súc, cây lạc dại còn được dùng để cải tạo đất, chống xói mòn, phủ xanh đất trống, công viên, làm đẹp cảnh quan... Ở Việt Nam, cây còn được dùng để che phủ mặt đất trong vườn thanh long, vườn tiêu... để giữ độ ẩm cho đất, giảm lượng phân bón, phát triển hệ sinh thái đất bền vững.

## Hình ảnh

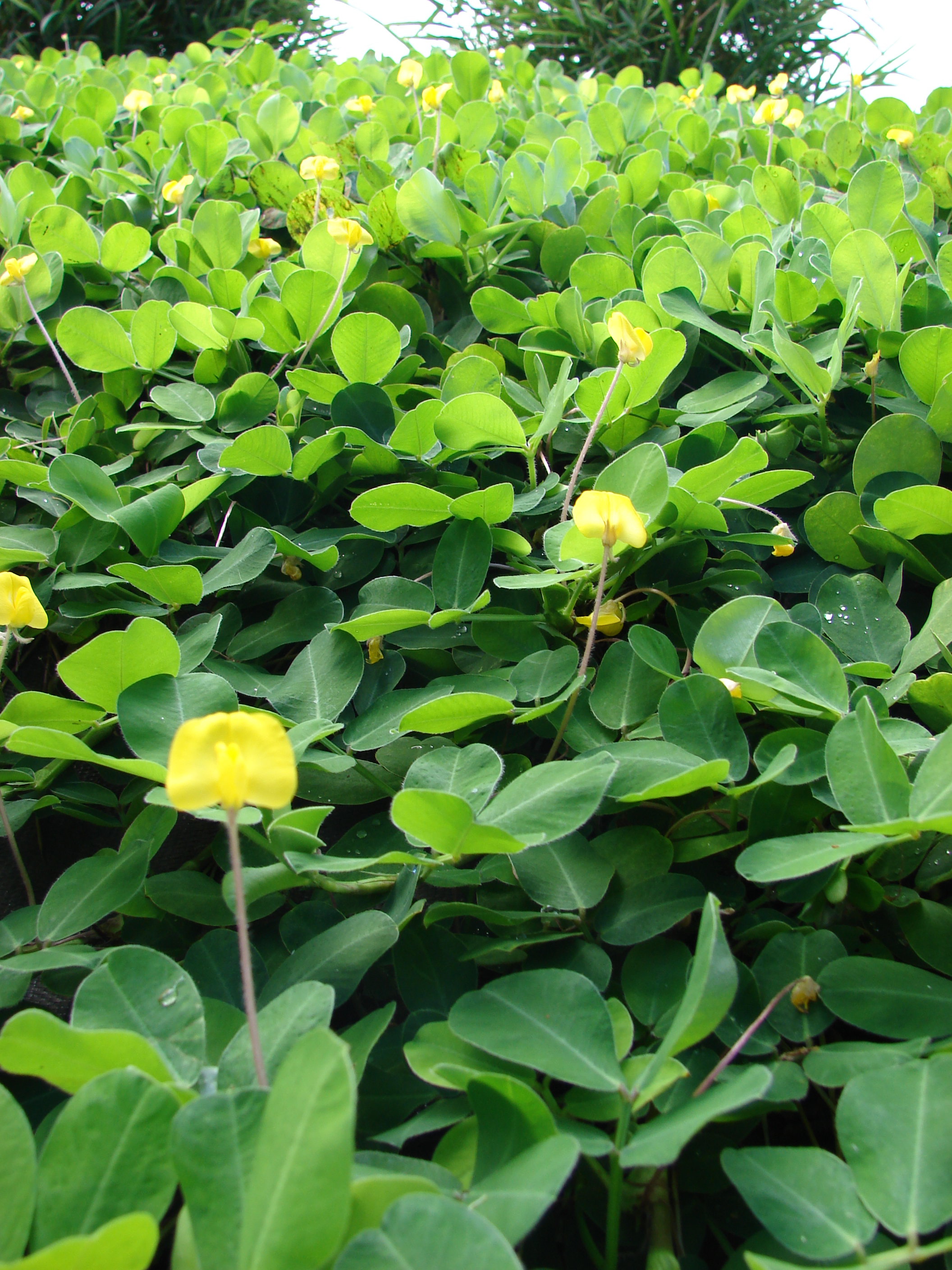
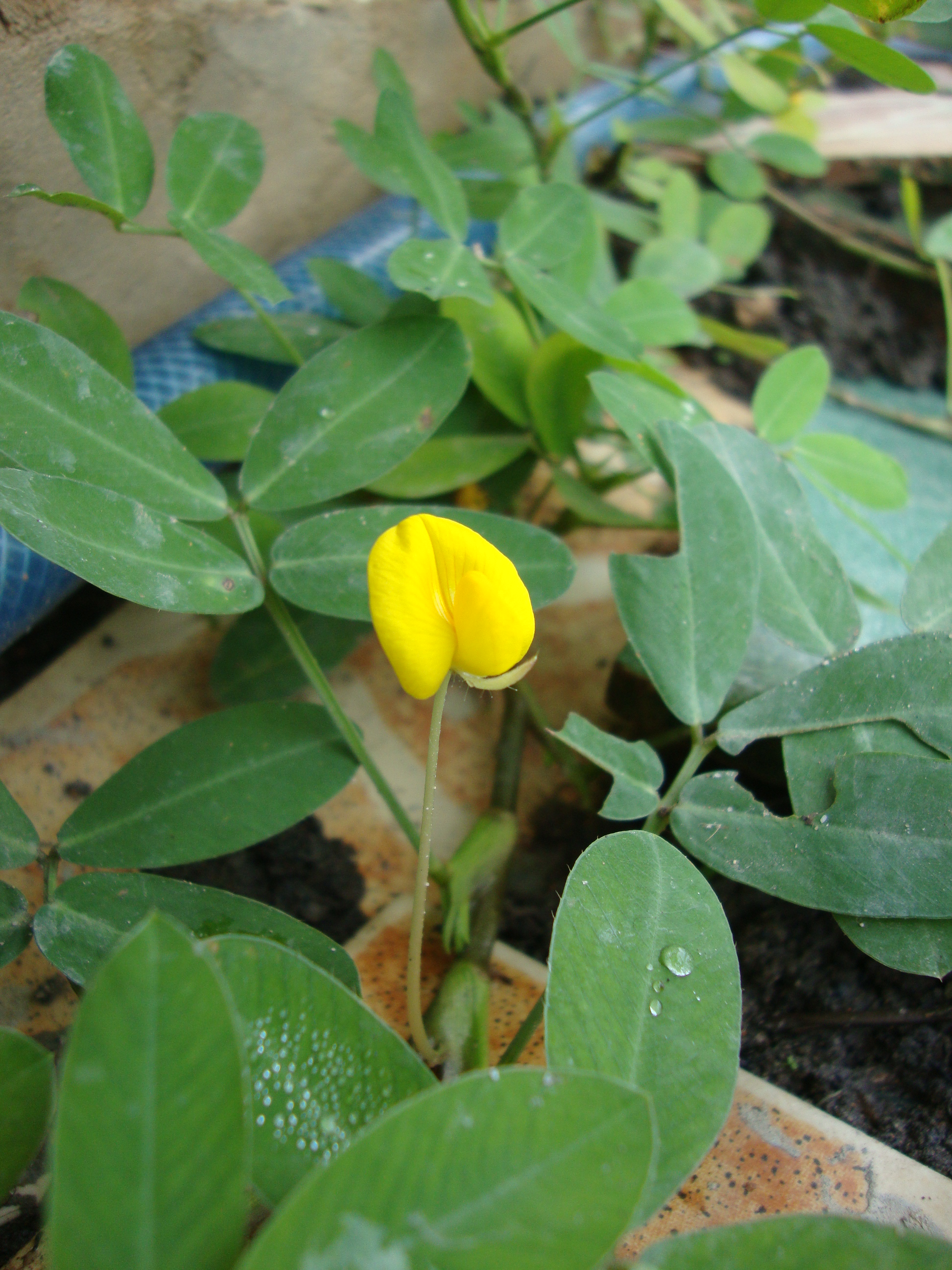
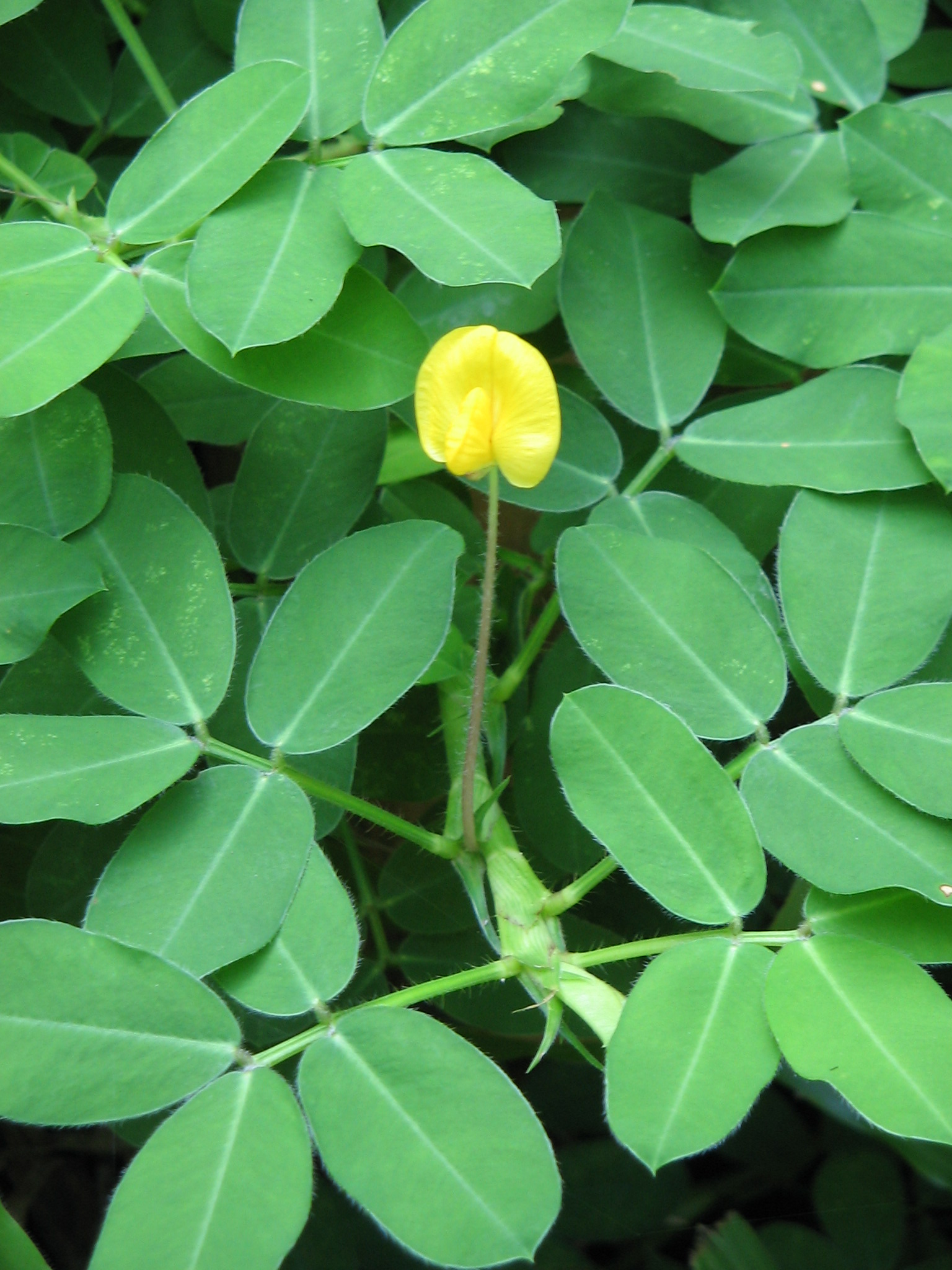
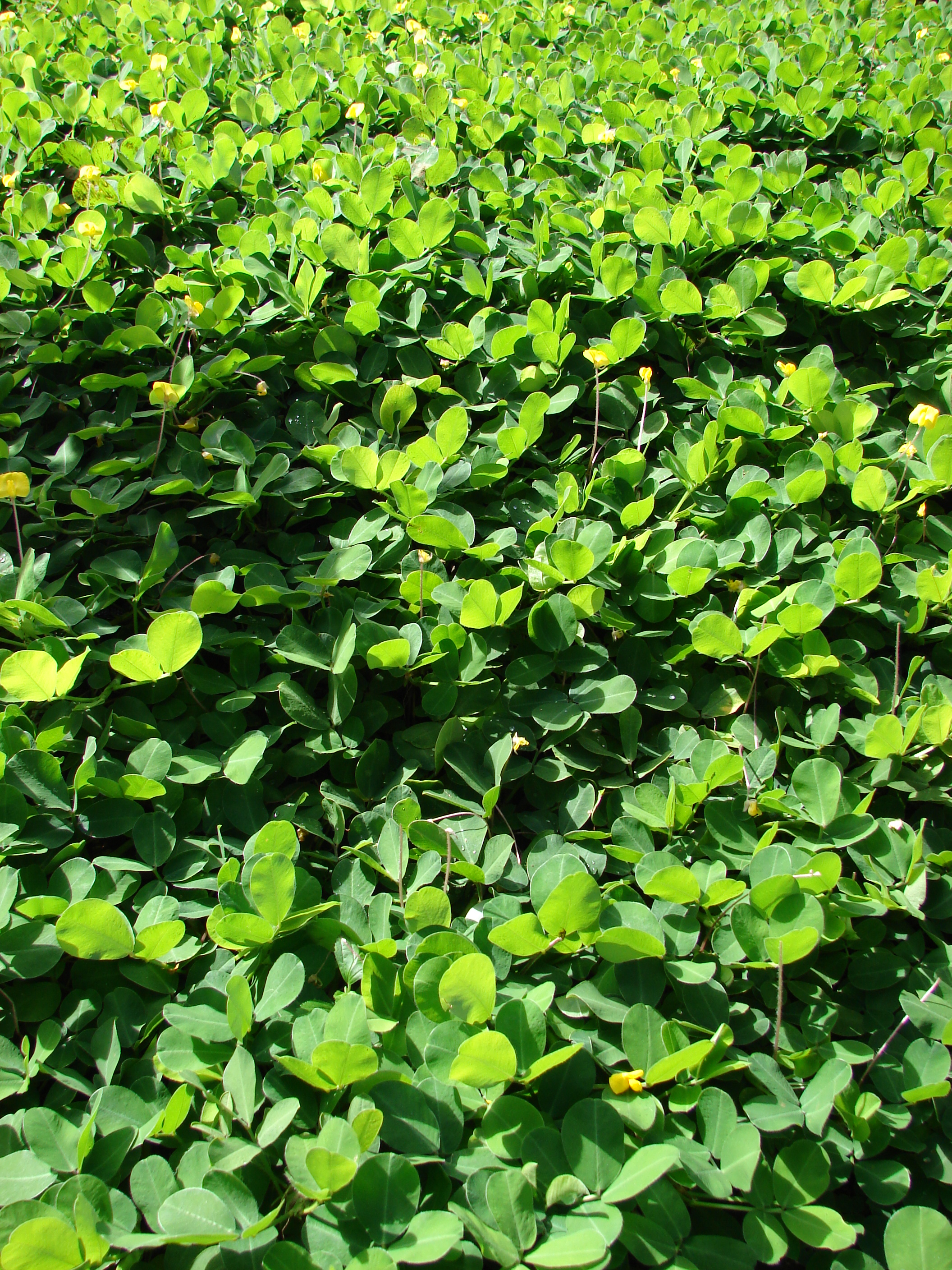